# Laju
Laju is een bestuurslaag in het regentschap Bima van de provincie West-Nusa Tenggara, Indonesië. Laju telt 2804 inwoners (volkstelling 2010).